# Кубок Лихтенштейна по футболу 1995/1996
Кубок Лихтенштейна по футболу 1995/1996 (нем. Liechtensteiner Cup 1995/96) — 51-й розыгрыш Кубка Лихтенштейна по футболу. Турнир проводился с сентября 1995 года, а завершился финалом, который состоялся 16 мая 1996 года. Обладателем кубка стал «Вадуц» в 26-й раз в своей истории.

## Первый раунд
| Хозяева        | Счёт     | Гости      |
| -------------- | -------- | ---------- |
| Руггель II     | 0:3 (тп) | Тризен     |
| Бальцерс II    | 0:2      | Тризенберг |
| Тризенберг II  | 0:5      | Шан        |
| Эшен-Маурен II | 0:9      | Бальцерс   |
| Шан II         | 3:0 (тп) | Тризен     |
| Вадуц II       | 1:0      | Тризен     |

## 1/4 финала
| Хозяева       | Счёт | Гости       |
| ------------- | ---- | ----------- |
| Тризенберг II | 0:4  | Эшен-Маурен |
| Вадуц II      | 1:4  | Шан         |
| Шан II        | 0:8  | Бальцерс    |
| Тризенберг    | 0:6  | Вадуц       |

## 1/2 финала
| Хозяева     | Счёт | Гости    |
| ----------- | ---- | -------- |
| Вадуц       | 3:2  | Бальцерс |
| Эшен-Маурен | 3:2  | Шан      |

## Финал
| Хозяева | Счёт | Гости       |
| ------- | ---- | ----------- |
| Вадуц   | 1:0  | Эшен-Маурен |